# Relations entre Haïti et Israël
Les relations entre Israël et Haïti font référence aux relations bilatérales et diplomatiques entre la République d'Haïti et l'État d'Israël. Haïti a reconnu l'indépendance d'Israël le 17 mars 1949 . L'ambassadeur d'Israël au Panama représente les intérêts israéliens en Haïti, dans la mesure où Israël dispose d'un consulat honoraire dans la capitale de Port-au-Prince . 
En 1947, Haïti a voté en faveur de la partition de la Palestine par l'ONU, qui a contribué à la création de l'État d'Israël. 

## Histoire

### Histoire ancienne
En 1947, Haïti a voté en faveur de la partition de la Palestine par les Nations unies, qui a contribué à la création de l'État d'Israël. 
Avant 1980, Haïti avait une ambassade à Jérusalem, la capitale contestée d’Israël . 

### Histoire moderne
De nombreux Haïtiens expriment leur admiration et leur grand respect pour Israël, sa religion et son peuple après avoir enduré eux-mêmes de nombreuses luttes au cours de l'histoire, chacun ayant vécu la tragédie de l'esclavage partageant le lien imaginaire entre le destin juif et le destin d'Haïti . 
À l'heure actuelle, l'homme d'affaires juif haïtien, Gilbert Bigio, est le consul honoraire d'Israël en Haïti et porte un grand drapeau israélien devant son domicile . "Il n'y a jamais eu d'antisémitisme dans ce pays. . . Les Haïtiens ont toujours eu de l'admiration pour Israël et maintenant plus que jamais", a déclaré Bigio à l'agence télégraphique juive. 

#### Tremblement de terre de 2010

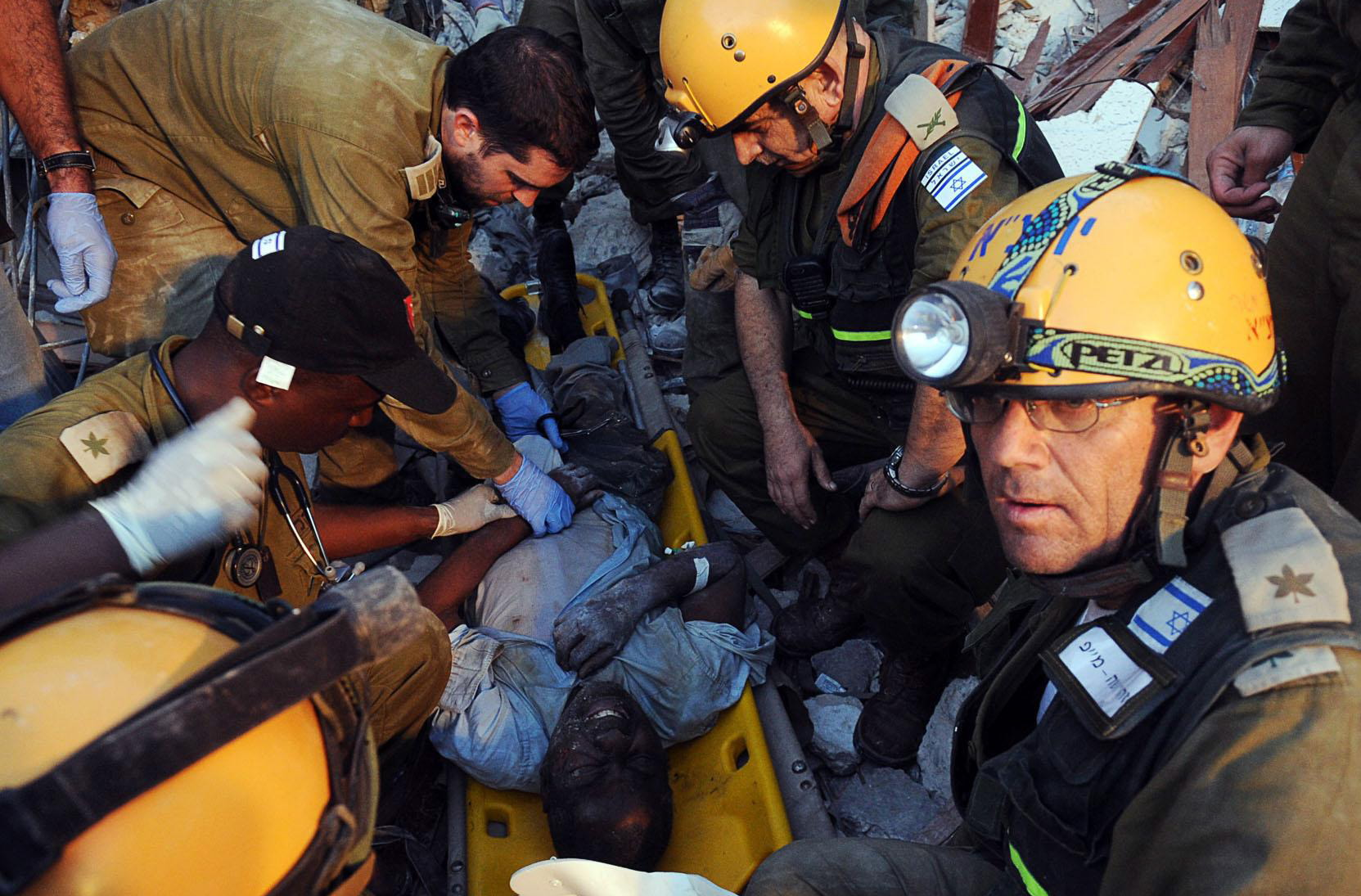
L'équipe de recherche et de sauvetage des forces de défense israéliennes a extrait un employé du gouvernement haïtien âgé de 52 ans, pris au piège dans les ruines du bureau de douane de Port-au-Prince après 6 heures de travail.

À la suite du séisme dévastateur qui a détruit une grande partie de la capitale haïtienne, Port-au-Prince, faisant plus de 300 000 morts et laissant près d'un million de personnes sans abri, sans eau et sans nourriture, Israël a été l'un des premiers pays à envoyer des équipes pour aider dans les terres dévastées. Les forces de défense israéliennes ont envoyé des équipes de recherche et de sauvetage à la recherche des survivants, à travers des bâtiments et des maisons en ruines, ainsi que des équipes médicales chargées de prendre soin des survivants. L’équipe médicale a réussi à mettre en place le premier hôpital de campagne pleinement opérationnel, doté d’un grand nombre d’équipements de pointe. "Au cours de son séjour en Haïti, la délégation a traité plus de 1110 patients, effectué 319 interventions chirurgicales réussies, procédé à 16 naissances, dont trois par césarienne, et en a sauvé beaucoup des ruines" . Le 27 janvier, à la suite des opérations des équipes de secours en Haïti, le gouvernement israélien a décidé de poursuivre son assistance officielle à Haïti, coordonnée par le MASHAV, l'Agence israélienne de coopération pour le développement international et le Ministère des affaires étrangères, dans le cadre d'un effort mondial visant à reconstruire le pays . L’homme d’affaires juif israélo-haïtien local, Daniel Kedar, est devenu de facto le coordinateur des forces israéliennes en Haïti . 